# Bigfork (Minnesota)
Pour les articles homonymes, voir Bigfork.
Bigfork est une ville américaine située dans le Comté d'Itasca, dans le Minnesota. Selon le recensement de 2010, sa population est de 446 habitants.